# Route nationale 178
Die Route nationale 178, kurz N 178 oder RN 178, war eine französische Nationalstraße.
Sie wurde 1824 in zwei Teilen zwischen Fougères und La Mothe-Achard festgelegt und geht auf die Route impériale 198 zurück. Die Gesamtlänge der Nationalstraße betrug 207,5 Kilometer. 1973 wurde sie auf kompletter Länge abgestuft. Die Strecke der Nationalstraße 815A wurde ab 1978 wieder als Nationalstraße 178 gewidmet. 2006 wurde diese zur Départementsstraße 6178 abgestuft.